# Danh sách tiểu hành tinh: 14201–14300
| Tên                  | Tên đầu tiên | Ngày phát hiện       | Nơi phát hiện                      | Người phát hiện                                        |
| -------------------- | ------------ | -------------------- | ---------------------------------- | ------------------------------------------------------ |
| 14201 -              | 1998 XR92    | 15 tháng 12 năm 1998 | Socorro                            | LINEAR                                                 |
| 14202 -              | 1998 YF3     | 17 tháng 12 năm 1998 | Oizumi                             | T. Kobayashi                                           |
| 14203 Hocking        | 1998 YT20    | 25 tháng 12 năm 1998 | Kitt Peak                          | Spacewatch                                             |
| 14204 -              | 1999 AM20    | 12 tháng 1 năm 1999  | Woomera                            | F. B. Zoltowski                                        |
| 14205 -              | 1999 BC4     | 18 tháng 1 năm 1999  | Gekko                              | T. Kagawa                                              |
| 14206 Sehnal         | 1999 CL10    | 15 tháng 2 năm 1999  | Kleť                               | M. Tichý, Z. Moravec                                   |
| 14207 -              | 1999 CS18    | 10 tháng 2 năm 1999  | Socorro                            | LINEAR                                                 |
| 14208 -              | 1999 CR64    | 12 tháng 2 năm 1999  | Socorro                            | LINEAR                                                 |
| 14209 -              | 1999 CV81    | 12 tháng 2 năm 1999  | Socorro                            | LINEAR                                                 |
| 14210 -              | 1999 CO99    | 10 tháng 2 năm 1999  | Socorro                            | LINEAR                                                 |
| 14211 -              | 1999 NT1     | 12 tháng 7 năm 1999  | Socorro                            | LINEAR                                                 |
| 14212 -              | 1999 NW39    | 14 tháng 7 năm 1999  | Socorro                            | LINEAR                                                 |
| 14213 -              | 1999 NX54    | 12 tháng 7 năm 1999  | Socorro                            | LINEAR                                                 |
| 14214 Hirsch         | 1999 RP86    | 7 tháng 9 năm 1999   | Socorro                            | LINEAR                                                 |
| 14215 -              | 1999 TV6     | 6 tháng 10 năm 1999  | Đài thiên văn Zvjezdarnica Višnjan | K. Korlević, M. Jurić                                  |
| 14216 -              | 1999 VW1     | 4 tháng 11 năm 1999  | Gekko                              | T. Kagawa                                              |
| 14217 Oaxaca         | 1999 VV19    | 10 tháng 11 năm 1999 | Oaxaca                             | J. M. Roe                                              |
| 14218 -              | 1999 VS30    | 3 tháng 11 năm 1999  | Socorro                            | LINEAR                                                 |
| 14219 -              | 1999 VY77    | 3 tháng 11 năm 1999  | Socorro                            | LINEAR                                                 |
| 14220 -              | 1999 VE115   | 9 tháng 11 năm 1999  | Catalina                           | CSS                                                    |
| 14221 -              | 1999 WL      | 16 tháng 11 năm 1999 | Oizumi                             | T. Kobayashi                                           |
| 14222 -              | 1999 WS1     | 25 tháng 11 năm 1999 | Đài thiên văn Zvjezdarnica Višnjan | K. Korlević                                            |
| 14223 Dolby          | 1999 XW1     | 3 tháng 12 năm 1999  | Fountain Hills                     | C. W. Juels                                            |
| 14224 Gaede          | 1999 XU33    | 6 tháng 12 năm 1999  | Socorro                            | LINEAR                                                 |
| 14225 Alisahamilton  | 1999 XZ49    | 7 tháng 12 năm 1999  | Socorro                            | LINEAR                                                 |
| 14226 Hamura         | 1999 XR50    | 7 tháng 12 năm 1999  | Socorro                            | LINEAR                                                 |
| 14227 -              | 1999 XW85    | 7 tháng 12 năm 1999  | Socorro                            | LINEAR                                                 |
| 14228 -              | 1999 XQ88    | 7 tháng 12 năm 1999  | Socorro                            | LINEAR                                                 |
| 14229 -              | 1999 XV94    | 7 tháng 12 năm 1999  | Socorro                            | LINEAR                                                 |
| 14230 Mariahines     | 1999 XF100   | 7 tháng 12 năm 1999  | Socorro                            | LINEAR                                                 |
| 14231 -              | 1999 XD102   | 7 tháng 12 năm 1999  | Socorro                            | LINEAR                                                 |
| 14232 -              | 1999 XJ120   | 5 tháng 12 năm 1999  | Catalina                           | CSS                                                    |
| 14233 -              | 1999 XM169   | 10 tháng 12 năm 1999 | Socorro                            | LINEAR                                                 |
| 14234 Davidhoover    | 1999 XZ182   | 12 tháng 12 năm 1999 | Socorro                            | LINEAR                                                 |
| 14235 -              | 1999 XA187   | 12 tháng 12 năm 1999 | Socorro                            | LINEAR                                                 |
| 14236 -              | 1999 XZ200   | 12 tháng 12 năm 1999 | Socorro                            | LINEAR                                                 |
| 14237 -              | 1999 YU9     | 31 tháng 12 năm 1999 | Oizumi                             | T. Kobayashi                                           |
| 14238 d'Artagnan     | 1999 YX13    | 31 tháng 12 năm 1999 | Fountain Hills                     | C. W. Juels                                            |
| 14239 -              | 2000 AL2     | 3 tháng 1 năm 2000   | Oizumi                             | T. Kobayashi                                           |
| 14240 -              | 2000 AP2     | 3 tháng 1 năm 2000   | Oizumi                             | T. Kobayashi                                           |
| 14241 -              | 2000 AO5     | 5 tháng 1 năm 2000   | Đài thiên văn Zvjezdarnica Višnjan | K. Korlević                                            |
| 14242 -              | 2000 AE25    | 3 tháng 1 năm 2000   | Socorro                            | LINEAR                                                 |
| 14243 -              | 2000 AH29    | 3 tháng 1 năm 2000   | Socorro                            | LINEAR                                                 |
| 14244 Labnow         | 2000 AT29    | 3 tháng 1 năm 2000   | Socorro                            | LINEAR                                                 |
| 14245 -              | 2000 AS31    | 3 tháng 1 năm 2000   | Socorro                            | LINEAR                                                 |
| 14246 -              | 2000 AN50    | 6 tháng 1 năm 2000   | Đài thiên văn Zvjezdarnica Višnjan | K. Korlević                                            |
| 14247 -              | 2000 AV55    | 4 tháng 1 năm 2000   | Socorro                            | LINEAR                                                 |
| 14248 -              | 2000 AF56    | 4 tháng 1 năm 2000   | Socorro                            | LINEAR                                                 |
| 14249 -              | 2000 AW57    | 4 tháng 1 năm 2000   | Socorro                            | LINEAR                                                 |
| 14250 Kathleenmartin | 2000 AJ63    | 4 tháng 1 năm 2000   | Socorro                            | LINEAR                                                 |
| 14251 -              | 2000 AX63    | 4 tháng 1 năm 2000   | Socorro                            | LINEAR                                                 |
| 14252 Audreymeyer    | 2000 AD64    | 4 tháng 1 năm 2000   | Socorro                            | LINEAR                                                 |
| 14253 -              | 2000 AL64    | 4 tháng 1 năm 2000   | Socorro                            | LINEAR                                                 |
| 14254 -              | 2000 AT64    | 4 tháng 1 năm 2000   | Socorro                            | LINEAR                                                 |
| 14255 -              | 2000 AS70    | 5 tháng 1 năm 2000   | Socorro                            | LINEAR                                                 |
| 14256 -              | 2000 AA96    | 4 tháng 1 năm 2000   | Socorro                            | LINEAR                                                 |
| 14257 -              | 2000 AR97    | 4 tháng 1 năm 2000   | Socorro                            | LINEAR                                                 |
| 14258 Katrinaminck   | 2000 AM116   | 5 tháng 1 năm 2000   | Socorro                            | LINEAR                                                 |
| 14259 -              | 2000 AQ117   | 5 tháng 1 năm 2000   | Socorro                            | LINEAR                                                 |
| 14260 -              | 2000 AF119   | 5 tháng 1 năm 2000   | Socorro                            | LINEAR                                                 |
| 14261 -              | 2000 AB121   | 5 tháng 1 năm 2000   | Socorro                            | LINEAR                                                 |
| 14262 Kratzer        | 2000 AC125   | 5 tháng 1 năm 2000   | Socorro                            | LINEAR                                                 |
| 14263 -              | 2000 AA127   | 5 tháng 1 năm 2000   | Socorro                            | LINEAR                                                 |
| 14264 -              | 2000 AH142   | 5 tháng 1 năm 2000   | Socorro                            | LINEAR                                                 |
| 14265 -              | 2000 AV142   | 5 tháng 1 năm 2000   | Socorro                            | LINEAR                                                 |
| 14266 -              | 2000 AG143   | 5 tháng 1 năm 2000   | Socorro                            | LINEAR                                                 |
| 14267 Zook           | 2000 AJ153   | 6 tháng 1 năm 2000   | Anderson Mesa                      | LONEOS                                                 |
| 14268 -              | 2000 AK156   | 3 tháng 1 năm 2000   | Socorro                            | LINEAR                                                 |
| 14269 -              | 2000 AH182   | 7 tháng 1 năm 2000   | Socorro                            | LINEAR                                                 |
| 14270 -              | 2000 AB189   | 8 tháng 1 năm 2000   | Socorro                            | LINEAR                                                 |
| 14271 -              | 2000 AN233   | 4 tháng 1 năm 2000   | Socorro                            | LINEAR                                                 |
| 14272 -              | 2000 AZ234   | 5 tháng 1 năm 2000   | Socorro                            | LINEAR                                                 |
| 14273 -              | 2000 BY14    | 31 tháng 1 năm 2000  | Oizumi                             | T. Kobayashi                                           |
| 14274 Landstreet     | 2000 BL21    | 29 tháng 1 năm 2000  | Kitt Peak                          | Spacewatch                                             |
| 14275 Dianemurray    | 2000 BR26    | 30 tháng 1 năm 2000  | Socorro                            | LINEAR                                                 |
| 14276 -              | 2000 CF2     | 2 tháng 2 năm 2000   | Oizumi                             | T. Kobayashi                                           |
| 14277 Parsa          | 2000 CS13    | 2 tháng 2 năm 2000   | Socorro                            | LINEAR                                                 |
| 14278 Perrenot       | 2000 CV29    | 2 tháng 2 năm 2000   | Socorro                            | LINEAR                                                 |
| 14279 -              | 2000 CD65    | 3 tháng 2 năm 2000   | Socorro                            | LINEAR                                                 |
| 14280 -              | 2000 CN72    | 6 tháng 2 năm 2000   | Đài thiên văn Zvjezdarnica Višnjan | K. Korlević                                            |
| 14281 -              | 2000 CR92    | 6 tháng 2 năm 2000   | Socorro                            | LINEAR                                                 |
| 14282 Cruijff        | 2097 P-L     | 24 tháng 9 năm 1960  | Palomar                            | C. J. van Houten, I. van Houten-Groeneveld, T. Gehrels |
| 14283 -              | 2206 P-L     | 24 tháng 9 năm 1960  | Palomar                            | C. J. van Houten, I. van Houten-Groeneveld, T. Gehrels |
| 14284 -              | 2530 P-L     | 24 tháng 9 năm 1960  | Palomar                            | C. J. van Houten, I. van Houten-Groeneveld, T. Gehrels |
| 14285 -              | 2566 P-L     | 24 tháng 9 năm 1960  | Palomar                            | C. J. van Houten, I. van Houten-Groeneveld, T. Gehrels |
| 14286 -              | 2577 P-L     | 24 tháng 9 năm 1960  | Palomar                            | C. J. van Houten, I. van Houten-Groeneveld, T. Gehrels |
| 14287 -              | 2777 P-L     | 24 tháng 9 năm 1960  | Palomar                            | C. J. van Houten, I. van Houten-Groeneveld, T. Gehrels |
| 14288 -              | 2796 P-L     | 16 tháng 9 năm 1960  | Palomar                            | C. J. van Houten, I. van Houten-Groeneveld, T. Gehrels |
| 14289 -              | 4648 P-L     | 24 tháng 9 năm 1960  | Palomar                            | C. J. van Houten, I. van Houten-Groeneveld, T. Gehrels |
| 14290 -              | 9072 P-L     | 17 tháng 10 năm 1960 | Palomar                            | C. J. van Houten, I. van Houten-Groeneveld, T. Gehrels |
| 14291 -              | 1104 T-1     | 25 tháng 3 năm 1971  | Palomar                            | C. J. van Houten, I. van Houten-Groeneveld, T. Gehrels |
| 14292 -              | 1148 T-1     | 25 tháng 3 năm 1971  | Palomar                            | C. J. van Houten, I. van Houten-Groeneveld, T. Gehrels |
| 14293 -              | 2307 T-1     | 25 tháng 3 năm 1971  | Palomar                            | C. J. van Houten, I. van Houten-Groeneveld, T. Gehrels |
| 14294 -              | 3306 T-1     | 26 tháng 3 năm 1971  | Palomar                            | C. J. van Houten, I. van Houten-Groeneveld, T. Gehrels |
| 14295 -              | 4161 T-1     | 26 tháng 3 năm 1971  | Palomar                            | C. J. van Houten, I. van Houten-Groeneveld, T. Gehrels |
| 14296 -              | 4298 T-1     | 26 tháng 3 năm 1971  | Palomar                            | C. J. van Houten, I. van Houten-Groeneveld, T. Gehrels |
| 14297 -              | 2124 T-2     | 29 tháng 9 năm 1973  | Palomar                            | C. J. van Houten, I. van Houten-Groeneveld, T. Gehrels |
| 14298 -              | 2144 T-2     | 29 tháng 9 năm 1973  | Palomar                            | C. J. van Houten, I. van Houten-Groeneveld, T. Gehrels |
| 14299 -              | 3162 T-2     | 30 tháng 9 năm 1973  | Palomar                            | C. J. van Houten, I. van Houten-Groeneveld, T. Gehrels |
| 14300 -              | 3336 T-2     | 25 tháng 9 năm 1973  | Palomar                            | C. J. van Houten, I. van Houten-Groeneveld, T. Gehrels |